# Première église baptiste de Sandwich
La Première église baptiste de Sandwich  (en anglais : Sandwich First Baptist Church) est une église baptiste située à Windsor, affiliée aux Ministères baptistes canadiens. Le bâtiment a été construit par la communauté afro-américaine du quartier de Sandwich en 1851 sur un lot donné par la couronne en 1847. Ce qui en fait la plus ancienne église afro-américaine encore en activité au Canada. Le bâtiment a été désigné bien patrimonial par la ville de Windsor en 1995 et désigné lieu historique national du Canada en 2000.

## Histoire
La communauté de Sandwich était un arrêt, voire pour certains la destination finale, du chemin de fer clandestin,. Les premiers rassemblements religieux de la communauté noire de Sandwich datent des années 1820. En 1847, pour satisfaire les besoins de la communauté afro-américaine en croissance, la couronne leur cède un terrain. Le bâtiment a été construit en 1851 à partir de briques artisanales provenant de l'argile de la rivière Détroit et a été inauguré le 1er août 1851, le 18e anniversaire de l'abolition de l'esclavage dans l'Empire britannique. Son premier pasteur est Madison J. Lightfoot.  
Le temple a assez peu changé depuis sa construction. Durant les années 1880, les fenêtres ont été changées pour leur donner un arc brisé caractéristique de l'architecture néogothique. En 1912, le porche a été remplacé par une tour crénelée. 
Elle a été l’hôte de nombreux rassemblements anti-esclavagistes, qui étaient organisés par l'Amherstburg Regular Missionary Baptist Association.
Le 20 février 1995, le bâtiment a été désigné bien patrimonial par la ville de Windsor. Le 28 mars 2000, il a été désigné lieu historique national du Canada par la Commission des lieux et monuments historiques du Canada.

## Croyances
L’Église a une confession de foi baptiste et est membre de la Canadian Baptists of Ontario and Quebec, des Ministères baptistes canadiens .